# Zwischengas
Zwischengas bezeichnet bei Kraftfahrzeugen mit manuellem Schaltgetriebe einen Vorgang beim Einlegen eines niedrigeren Ganges und „Doppelkuppeln“ einen Vorgang beim Einlegen eines höheren Ganges. Der Vorgang wird auch als externe Synchronisation bezeichnet. 

## Allgemeines
Das Herunterschalten mit Zwischengas und das Heraufschalten mit Doppelkuppeln gilt als unumgänglich beim Einlegen nicht-synchronisierter Gänge bei Getrieben ohne interne Synchronisation. Der Grund dafür ist, dass derartige Getriebe im Gegensatz zu synchronisierten Getrieben nicht in der Lage sind, die höhere Drehzahl des niedrigeren Ganges von selbst an die niedrigere Drehzahl des darüber liegenden Ganges anzupassen. Der Fahrer muss die Drehzahl des Getriebes durch einen Zwischengasstoß an den schnellerdrehenden niedrigeren Gang anpassen. Umgekehrt muss er durch Doppelkuppeln die Drehzahl des Getriebes an den langsamerdrehenden höheren Gang anpassen.
Auch wenn das Zwischenkuppeln oder Zwischengasgeben bei einem Getriebe mit interner Synchronisation nicht notwendig ist, kann es zu einem schnelleren und schonenden Schaltvorgang führen. Bei kleinen Getrieben im PKW-Bereich ist der Effekt kaum ausgeprägt, bei LKW-Getrieben jedoch oft spürbar.

## Vorgehensweise
Der Ablauf des Herunterschaltens erfolgt in fünf Schritten:
1. Kupplungspedal durchtreten
2. Schalthebel in die Leerlaufposition bringen
3. Kupplungspedal wieder loslassen
4. Kurz Gas geben
5. Kupplungspedal wieder niedertreten und den niedrigeren Gang einlegen

Wenn sich der Schalthebel in Leerlaufposition befindet und die Kupplung geschlossen ist, wird ein Teil des Getriebes an die Motordrehzahl gekoppelt, während der andere Teil über das Differential an die Geschwindigkeit der Räder gekoppelt ist. Durch das Zwischengas wird die Drehzahl des motorseitigen Getriebezweigs erhöht und auf eine möglichst gleiche Drehzahl (Synchrondrehzahl) gebracht wie der radseitige Getriebezweig, so dass auch ohne Synchronringe oder bei defekter Synchronisierung geschaltet werden kann.
Der Ablauf des Heraufschaltens erfolgt ähnlich:
1. Kupplungspedal durchtreten
2. Schalthebel in die Leerlaufposition bringen
3. Kupplungspedal wieder loslassen, um die Drehzahl der Getriebewelle auf die passende und nun niedrigere Drehzahl des nun höheren Ganges zu bringen
4. Kupplungspedal wieder niedertreten und den höheren Gang einlegen

Manchmal kann das Doppelkuppeln auch entfallen, weil das Getriebeöl wegen seiner Viskosität die Nebenwelle auch etwas abbremst.

## Zwischengas bei modernen Getrieben
Die Gänge in den konventionellen Schaltgetrieben im PKW sind seit ca. Ende der 1950er Jahre durch Synchronringe vollständig synchronisiert (Synchrongetriebe), wodurch das Zwischengas massiv an Bedeutung verloren hat. Lediglich bei LKW-Getrieben waren unsynchronisierte Getriebe noch bis in die 1980er Jahre häufiger im Einsatz, sind aber auch dort heute nur noch bei Spezialgetrieben ggf. in Verwendung. Während das Zwischengas bei Autos ohne Synchrongetriebe noch unerlässlich war, wird es heute im normalen Straßenverkehr nicht mehr eingesetzt und ist auch nicht mehr Teil der Fahrausbildung. In der Regel wird es nur noch bei sportlicher Fahrweise in einer abgewandelten Weise angewendet als Vorgas bei getretener Kupplung während des Schaltens, um einerseits zu verhindern, dass das Auto beim wieder Einkuppeln durch Lastwechselreaktionen unruhig wird bzw. die Drehzahl zu halten bzw. beim Runterschalten das Bremsmoment des niedrigeren Gangs beim Einkuppeln durch die Drehzahldifferenz Getriebe zur auf Leerlaufdrehzahl abgefallenen Schwungscheibe bei der sonst durchzuführende Gaswegnahme beim Kuppeln zu reduzieren sowie die Kupplung (welche dann nur kurz schleift) zu schonen. Diese Methode des „Zwischengasgebens“ wird auch als Vorgasgeben bezeichnet, da dies bei getretener Kupplung während des Schaltvorgangs durchgeführt wird und so überhaupt keine Wirkung auf Getriebe und der Synchronisation ausübt, schließlich ist die Kupplung offen.
Bei sequentiellen Getrieben wird meist im Sportmodus automatisch Zwischengas gegeben. Dadurch wird das Verzögerungsmoment des Motors überwunden, so dass der Wagen schneller wieder beschleunigt und die Gelenkwelle geschont wird (Lastwechsel entfällt). Bei automatischen Getrieben  dagegen ist Zwischengas wegen des Drehmomentwandlers bzw. den vorgewählten Gängen bei Doppelkupplungsgetrieben (nicht verwechseln mit Doppelkuppeln beim Hochschalten) unnötig.

## Doppelkuppeln
Das Doppelkuppeln erübrigt sich, wenn man dezent das Gas zurücknimmt. Beim Lastwechsel im Getriebe lässt sich der Gang ohne Kuppeln herausziehen. Dann geht es weiter wie oben beschrieben. Durch Gasgeben wird die Mitnehmerscheibe auf die richtige Drehzahl gebracht, ausgekuppelt, der kleinere Gang eingelegt und wieder eingekuppelt.

## Spezielle Ausprägungen
- Spitze-Hacke-Technik im Motorsport